# Kotradiq
Kotradiq (albanisch auch Kotradiqi, serbisch Котрадић Kotradić) ist ein Dorf in der Gemeinde Peja im Kosovo. Es befindet sich südöstlich der Stadt Peja am nördlichen Ufer des Flusses Lumbardh i Deçanit, welcher die Grenze zur Gemeinde Deçan bildet.

## Bevölkerung
| Jahr | Einwohner |
| ---- | --------- |
| 1948 | 489       |
| 1953 | 485       |
| 1961 | 573       |
| 1971 | 646       |
| 1981 | 810       |
| 1991 | 873       |
| 2011 | 634       |

Die kosovarische Volkszählung aus dem Jahr 2011 ergab für Kotradiq eine Einwohnerzahl von 634, hiervon bezeichneten sich 633 (99,84 %) als Albaner.